# Andrei Alexandrescu
Andrei Alexandrescu (ur. 1969 w Bukareszcie, Rumunia) – ekspert w dziedzinie zaawansowanego programowania w języku D i języku C++ wykorzystującego szablony. Jego najbardziej znanym pomysłem były prace nad klasami parametryzowanymi wytycznymi, techniką wykorzystującą metaprogramowanie z wykorzystaniem szablonów klas, którą opisał w swojej książce Nowoczesne programowanie w C++.
W czerwcu 1994 Alexandrescu ukończył studia na Politechnice w Bukareszcie. Jest również absolwentem University of Washington z tytułami: MS (2003) i Ph.D.(2009). Aktualnie zajmuje się zagadnieniami związanymi z rozpoznawaniem mowy. Współpracuje z czasopismem C/C++ User's Journal, gdzie redaguje rubrykę Generic<Programming>. Wcześniej pisał felietony do nieistniejącego już C++ Report.
Jest autorem biblioteki Loki, której fragmenty zawarte są w książce Nowoczesne projektowanie w C++.